# Isabella Noble
Isabella Jade Noble (* 25. März 2003 in Chester, Nova Scotia) ist eine kanadische Volleyballspielerin.

## Karriere
Noble studierte von 2021 bis 2022 an der Dalhousie University und spielte in der Universitätsmannschaft Tigers. 2022/23 war sie in Portugal bei Clube Kairós Ponte Delgada aktiv. Danach wurde sie vom deutschen Bundesligisten Schwarz-Weiss Erfurt verpflichtet. Mit Erfurt schaffte sie in der Saison 2023/24 den Aufstieg aus der 2. Volleyball-Bundesliga Pro in die erste Liga. Auch 2024/25 spielt Noble für Erfurt.